# Banka Koper Slovenia Open 2010
Banka Koper Slovenia Open 2010 — жіночий тенісний турнір, що проходив на відкритих кортах з твердим покриттям. Це був 5-й за ліком Banka Koper Slovenia Open. Належав до турнірів WTA International в рамках Туру WTA 2010. Відбувся в Порторожі (Словенія). Тривав з 19 до 25 липня 2010 року. Анна Чакветадзе здобула титул в одиночному розряді.

## Переможниці та фіналістки

### Одиночний розряд
Анна Чакветадзе —  Юганна Ларссон, 6–1, 6–2
- Для Чакветадзе це був перший титул за сезон і 8-й — за кар'єру.

### Парний розряд
Марія Кондратьєва /  Владіміра Угліржова —  Анна Чакветадзе /  Марина Еракович, 6–4, 2–6, [10–7]

## Учасниці

### Сіяні учасниці
| Гравчиня               | Країна     | Рейтинг* | Сіяна |
| ---------------------- | ---------- | -------- | ----- |
| Єлена Янкович          | Сербія     | 2        | 1     |
| Петра Квітова          | Чехія      | 29       | 2     |
| Анастасія Павлюченкова | Росія      | 31       | 3     |
| Сара Еррані            | Італія     | 34       | 4     |
| Домініка Цібулкова     | Словаччина | 42       | 5     |
| Віра Душевіна          | Росія      | 53       | 6     |
| Полона Герцог          | Словенія   | 57       | 7     |
| Софія Арвідссон        | Швеція     | 62       | 8     |

- Рейтинг подано станом на 12 липня 2010.

### Інші учасниці
Нижче подано учасниць, що отримали вайлд-кард на вихід в основну сітку
- Андрея Клепач
- Таміра Пашек
- Катарина Среботнік

Нижче наведено гравчинь, які пробились в основну сітку через стадію кваліфікації:
- Олена Бовіна
- Олександра Панова
- Анна Татішвілі
- Анастасія Єкімова